# Meshoppen
Meshoppen är en ort i Wyoming County i delstaten Pennsylvania. Enligt 2010 års folkräkning hade Meshoppen 563 invånare.